# Kokuritsu Kango Daigakkō

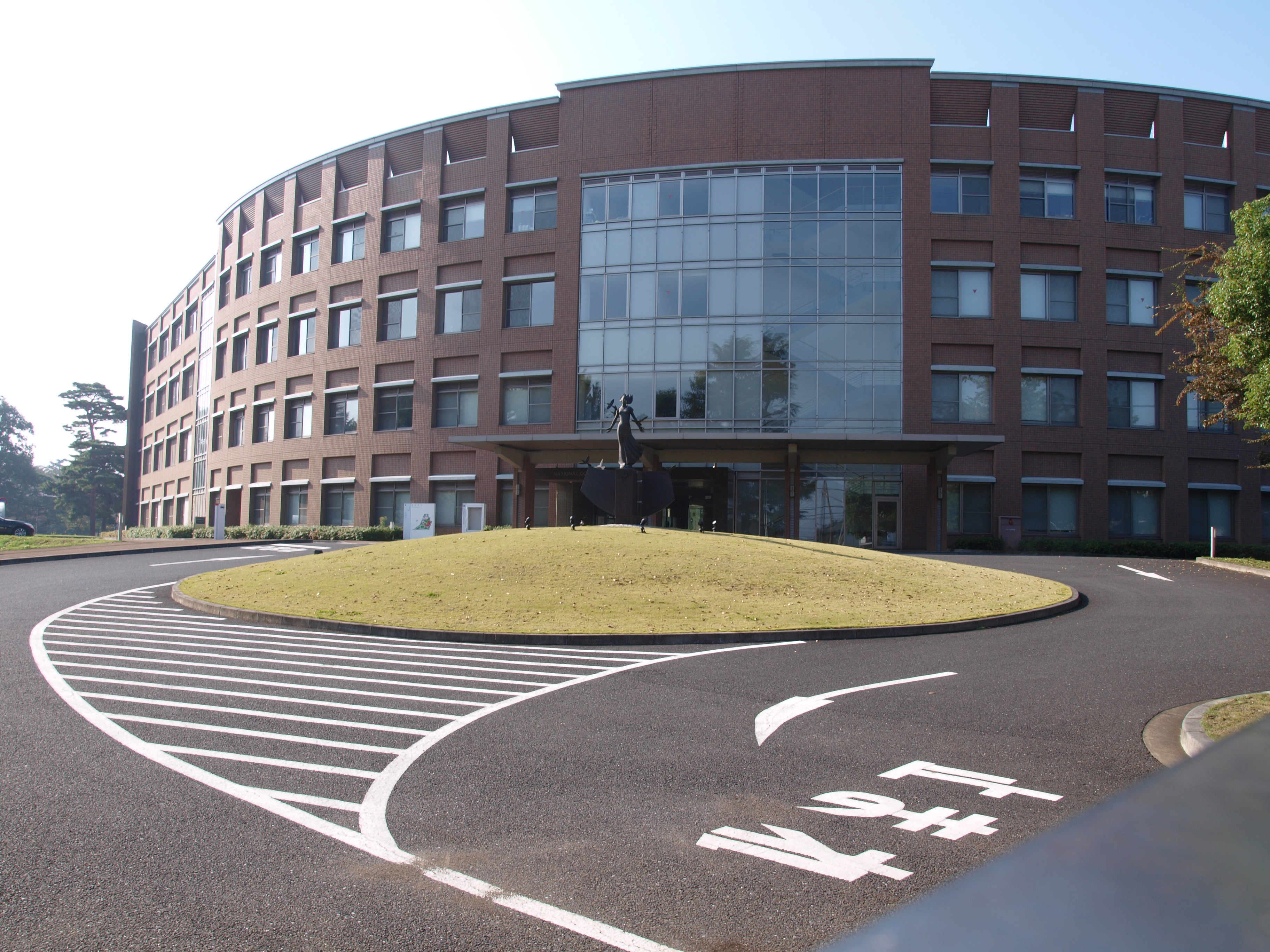
Hauptgebäude (2009)

Die Kokuritsu Kango Daigakkō (jap. 国立看護大学校, dt. „Staatliche Hochschule für Pflegewissenschaft“; engl. National College of Nursing, Japan, kurz: NCNJ) ist eine staatliche Hochschule in Kiyose in der Präfektur Tokio (Japan).
Die Hochschule ist die Ausbildungsanstalt der Krankenpfleger und Hebamme für sechs japanische staatliche fortgeschrittene medizinische Forschungsinstitute ([1] National Cancer Center, [2] National Cerebral and Cardiovascular Center, [3] National Center of Neurology and Psychiatry, [4] National Center for Global Health and Medicine, [5] National Center for Child Health and Development und [6] National Center for Geriatrics and Gerontology). Sie ist nicht nach dem japanischen Schul- und Erziehungsgesetz (jap. 学校教育法 Gakkō kyōiku hō) eingerichtet (Also heißt sie nicht „Daigaku“, sondern „Daigakkō“). Der Bachelor- und der Masterabschluss sowie das Doktorat werden nicht von der Hochschule selbst, sondern vom NIAD-QE (大学改革支援・学位授与機構) vergeben.
Die Hochschule wurde 2001 gegründet. 2005 richtete sie die Graduiertenschule (Masterstudiengang) ein, 2015 dann den Doktorkurs.

## Fakultäten
- Fakultät für Pflegewissenschaft